# L'Aixaragall
L'Aixaragall és una muntanya de 627 metres que es troba al municipi de Cabassers, a la comarca catalana del Priorat.